# ليون سميث (مدرب كرة المضرب)
ليون سميث (بالإنجليزية: Leon Smith)‏ هو مدرب كرة المضرب بريطاني، ولد في 1976 في غلاسكو في المملكة المتحدة.